# 中日新聞
《中日新聞》（日语：／ Chūnichi Shinbun）是日本中日新聞社發行的一份地域主义報紙，立場進步主義。在日本中部地方尤其擁有極大的閱報率，是日本發行份數最多的地方報。2022年時，中日新聞的晨報發行份數有187萬份，僅次於讀賣新聞、朝日新聞，位列日本第三，並超過全國報的每日新聞（約185萬份）、日本經濟新聞（約168萬份）、產經新聞。總部位於愛知縣名古屋市中區，是日本職棒球隊中日龍的母企業。

## 歷史
1886年兩家地方報社創立，一是《無題號》（無題号），二是《金城通訊》（金城便り）。後來《無題號》改制為《新愛知》，《金城通訊》改制為《名古屋新聞》。
1942年9月1日，日本政府下達報紙統合令，《新愛知》和《名古屋新聞》合併為《中部日本新聞》。
1965年1月1日改為現名《中日新聞》，並在愛知縣、岐阜縣、滋賀縣、三重縣、靜岡縣、福井縣和長野縣等均有發行地方版。

## 论调
中日新闻立场为中间偏左至左派，反对修改日本和平宪法。该报对自民党第二次安倍晋三内阁持不友好态度，曾在其上台时发报道攻击，报道中有学者称安倍内阁为“低学历内阁”、“复古内阁”、“兴奋的极右内阁”。
另外有报道称中日新闻有地域主义倾向。

## 外部連結
- 中日新聞 CHUNICHI Web（页面存档备份，存于）（日語）
- 東京新聞 TOKYO Web（页面存档备份，存于）（日語）